# Castlebar
Castlebar (forma anglicizzata) o Caisleán an Bharraigh (in irlandese, lett. "castello di Barra") è una città della Repubblica d'Irlanda, situata nella contea di Mayo, nella parte occidentale del Paese. È capoluogo di contea ma comprende anche molte zone rurali importanti come Breaffy e Turlough.

## Storia
Castlebar nasce nell'XI secolo come insediamento intorno al castello De Barra (da cui il nome). Successivamente divenne un presidio inglese.
Nel 1798 truppe francesi guidate dal Generale Humbert si unirono ai rivoltosi che arrivavano da Lahardane.
Le truppe inglesi fuggirono davanti all'esercito francese rifugiandosi a Tuam, nella contea di Galway, ma ripresero poco dopo la città reprimendo nel sangue la rivolta.
L'episodio è noto alla gente del posto come Races of Castlebar ("fughe di Castlebar").

## Posizione e trasporti
Castlebar è situata al centro della contea, al crocevia delle strade N60 e N5, che la collega a Dublino; esiste anche un collegamento ferroviario che attraversa l'isola trasversalmente.
Vicino sorgono altre due importanti città del Mayo: Ballina a nord e Westport ad ovest.
A parte la pista di atterraggio privata, situata 1 km dalla cittadina, per il traffico aereo Castlebar si serve necessariamente del Knock International Airport, situato a 32 km di distanza.

## Cultura

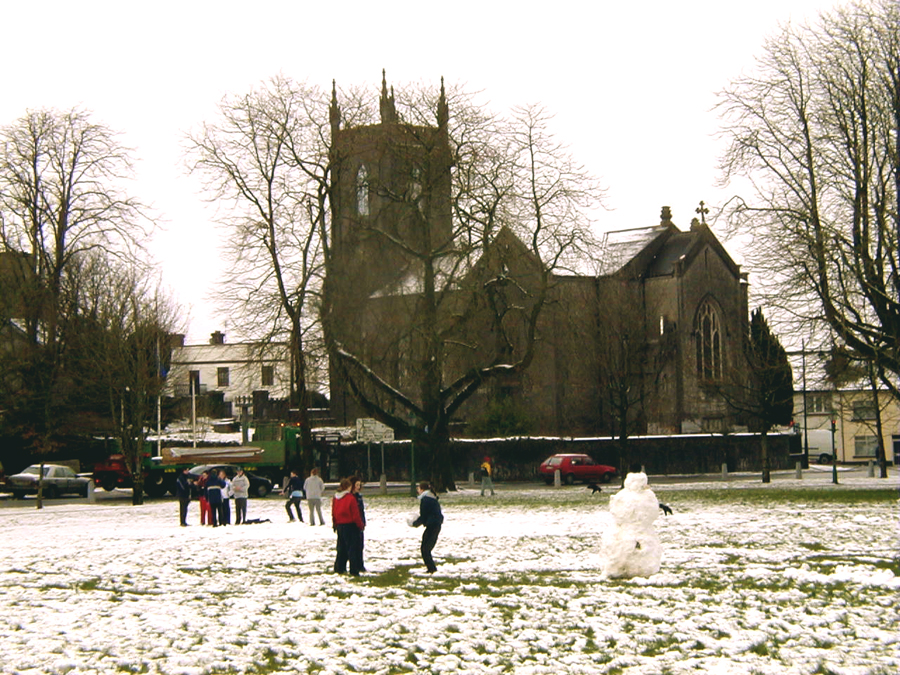
Il Mall dopo una rara nevicata di dicembre

A Castlebar ci sono un campus del Galway-Mayo Institute of Technology e una sezione del National Museum of Ireland dedicato alla vita rurale. Cittadina di più di 10 000 abitanti, basa la sua economia sul commercio. 
L'International Four Days Walk, dove migliaia di camminatori si avventurano in passeggiate di quattro giorni esclusivamente a piedi è molto pubblicizzato ma pare che interessi di più ai turisti stranieri che ai nativi. Infatti in quei quattro giorni si possono incontrare un gran numero di tedeschi giunti appositamente per l'occasione. Nel resto dell'anno invece non vi sono molti turisti che preferiscono la vicina Westport dato che a Castlebar non esistono particolari attrazioni turistiche, a parte la torre circolare di Turlough.
Caratteristico, tuttavia, il prato verde del Mall su cui si affaccia la chiesa protestante.

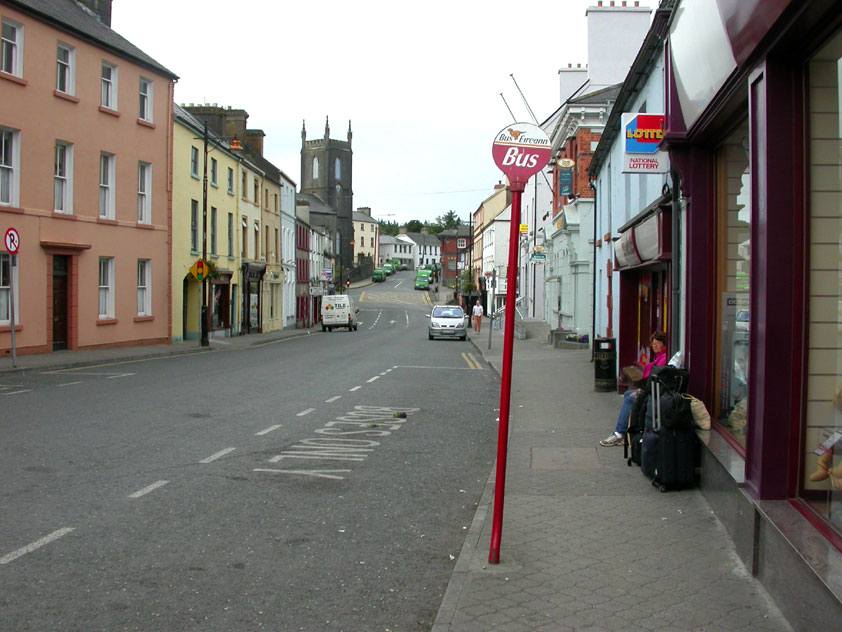
Main Street, si vede sullo sfondo la chiesa che dà sul Mall

## Sport
Castlebar, essendo la città più popolata del Mayo oltre che la county town, è sede di vari club sportivi. Il club più noto ed importante è quello di sport gaelici, il Castlebar Mitchels GAA, il secondo per trofei ottenuti nella contea e primo per titoli provinciali nell'ambito del calcio gaelico. I Mitchels hanno raggiunto una volta la finale della competizione nazionale venendo però sconfitti. Si tratta di una delle squadre più prestigiose ed importanti dell'ovest irlandese.
Altri importanti club sono quello di calcio, Castlebar Celtic, così come quello di rugby Castlebar RFC.

## Amministrazione

### Gemellaggi
- Ancona
- Auray
- Höchstadt an der Aisch
- Ballymena
- Peekskill, dal 2000
- Dixon, dal 2005[4]